# Melanthera
Genre
Melanthera est un genre de plante à fleurs de la famille des Asteraceae.
L'espèce la plus commune est Melanthera biflora qui se trouve généralement dans les zones côtières et les îles de la zone tropicale de la région Indo-Pacifique.

## Synonymes
- Wollastonia DC. ex Decne[3].
- Lipotriches R.Br.
- Wuerschmittia Sch.Bip. ex Walp.
- Wedelia sect. Wollastonia Benth. & Hook.f.
- Wuerschmittia Sch.Bip. ex Hochst.
- Amellus P.Browne
- Melananthera Michx.
- Echinocephalum Gardner
- Psathurochaeta DC.

## Liste d'espèces
Selon GRIN :
- Melanthera biflora (L.) Wild

Synonymes
(≡) Verbesina biflora L.
(≡) Wedelia biflora (L.) DC.
(=) Wedelia canescens (Gaudich.) Merr.
(≡) Wollastonia biflora (L.) DC.
(=) Wollastonia biflora var. canescens (Gaudich.) Fosberg
- Melanthera nivea (L.) Small

Synonymes
(≡) Bidens nivea L.
(=) Calea aspera Jacq.
(=) Melanthera aspera (Jacq.) Small
- Melanthera scandens (Schumach. & Thonn.) Roberty

Synonyme
(≡) Buphthalmum scandens Schumach.
- Melanthera waimeaensis (H.St.John) W.L.Wagner & H.Rob.

Synonyme
(≡) Lipochaeta waimeaensis H. St. John